# Tricuspisobovella
Tricuspisobovella es un género de ácaros perteneciente a la familia Dinychidae.

## Especies
Tricuspisobovella W. Hirschmann, 1984
- - Tricuspisobovella magna (Hiramatsu & Hirschmann, 1977)
  - Tricuspisobovella tricuspis (Sellnick, 1973)